# Кристалл Сервис
Компания CSI (Crystal Service Integration, «Кристалл Сервис Интеграция») — российская компания, разрабатывающая программное обеспечение, программно-аппаратные комплексы и поставляющая оборудование для крупного сетевого ритейла — как собственное, так и мировых производителей. 
На решениях CSI работают 300 ритейлеров в России, Белоруссии, Казахстане, Узбекистане, Азербайджане, Кыргызстане. Среди клиентов — сети магазинов: Лента, О’Кей, Азбука Вкуса, Globus, SPAR, Светофор, Fix Price, Decathlon, Бегемаг, Винлаб, ГК Лама, Гиппо, Народный, Bravo, ОБИ и другие. 
Входит в топ-5 поставщиков ИТ в ритейле («Цифровизация ритейла», CNews, 2022 г.) и в рейтинг «Крупнейшие поставщики собственных ИТ-решений из Реестра отечественного ПО» (TAdviser, 2022 г.).  
До 2016 года компания называлась «Кристалл Сервис».

## История
Компания основана 11 июля 1994 года. В 1994 году был создан собственный Центр технического обслуживания (ЦТО). В 2004 году ЦТО был реорганизован в Единую Техническую Службу (ЕТС), ответственную за запуск и сервисное сопровождение торговых объектов во всех регионах России. 
В 1995 году компания разработала и начала внедрение автоматизированной системы управления торговлей — АСУ «Кристалл». 
В 1999—2000 годах разработала программы Set Prisma и Set Retail 5. 
В 2010 году начала продажи фискального регистратора и принтера чеков Пирит. 
В 2011 году выпустила новую кассовую программу Set Retail 10.
В 2014 году компания запустила направление самообслуживания. 
В 2018 году представила рынку свою разработку — безвентиляторные кассовые системные блоки семейства CSI RX1/RN1. 
В 2020 году представила собственную станцию оплаты CSI K. 

## Программы
Основной продукт компании — решение для автоматизации торговли Set Retail 10. Система управляет работой касс (классических, сенсорных, самообслуживания), поддерживает работу с маркированными товарами в соответствии с требованиями законодательства, содержит инструменты для запуска программы лояльности в торговой сети. 
По итогам функционального сравнения 5 кассовых систем: Set Retail 10, Artix, УКМ-5, Профи-Т и Frontol 6 система Set Retail подтвердила лидерство среди российских кассовых решений (Исследование «Какие кассовые решения выбирает российский ритейл?», TAdviser, 2021 г.). 
В семейство продуктов Set входят:
- Set Retail — система автоматизации торговли,
- Set Prisma — система контроля кассовых операций,
- Set Mark — модуль для контроля оборота маркированной продукции,
- Set Galya — чат-бот для выполнения привилегированных операций,
- а также другие программные продукты и модули.

С 2020 года продукты Set включены в Единый реестр российских программ для ЭВМ и баз данных» от Минцифры России.

## Торговое оборудование
Основная специализация компании — торговое и кассовое оборудование: 
- поставка оборудования мировых поставщиков,
- разработка, производство и поставка собственного оборудования. К собственным разработкам относятся: станция оплаты CSI K, ККТ Пирит 2Ф — фискальный регистратор, системные блоки CSI POS RX1 и RN1, прайс-чекер CSI.PCP10, клавиатура CSI Key.

### Направление самообслуживания
С 2014 года компания внедряет кассы самообслуживания и технологии самостоятельного сканирования self-shopping — на базе решений CSI, Datalogic, Diebold Nixdorf, ITAB, NCR, Zebra. Больше 30 проектов по этому направлению в торговых сетях России и стран СНГ.
В 2020 году компания представила рынку собственное решение станцию оплаты CSI K, которая поставляется с готовым комплектом инструкций для быстрого запуска самообслуживания в торговой сети. 
В 2021 году CSI стала членом Intel Partner Alliance и золотым партнером Intel, а станция оплаты CSI K с процессором RX1 внутри — получила статус Intel Market Ready и была включена в каталог решений партнеров Intel Solutions Marketplace. 

## Публикации в СМИ
Кассовые решения
- «Какие кассовые решения выбирает российский ритейл?» Исследование и функциональное сравнение топ-5 кассовых систем: Set Retail 10, Artix, УКМ-5, Профи-Т и Frontol 6. (TAdviser, 2021).
- Интервью: Алексей Анкудинов, CSI: «Ритейл готов к инновациям, но без классических касс не обойтись» (CNews, 2022 г.)
- «Возможности и риски: что ищет российский IT-бизнес в Казахстане», CSI в обзоре Forbes Казахстан, 2022 г.
- Статья «Как повысить прибыль и экономить миллионы с помощью кассовой системы» (часть 1 и часть 2, ProfIT.kz)
- Конкурс: Проект торговой сети Globus по переходу на Set Retail с зарубежной кассовой системы стал лучшим ИТ-проектом в ритейле за 2020 год по версии сообщества GlobalCIO (GlobalCIO, 2021)

Самообслуживание
- Интервью: Игорь Чечулин, CSI: «Потери на кассах самообслуживания легко предотвратить» (Retail.ru, 2022 г.)
- Интервью «SPAR Калининград»: «Технологии самообслуживания — это не про сокращение издержек», (CNews, 2021 г.)
- Статья и памятка «Как запустить самообслуживание и не спустить бюджет» (блог CSI, 2022 г.)

Контроль кассовых операций
- Почему ритейлеры терпят убытки от воровства и ошибок кассиров, часть 1 (блог CSI, 2020 г.)
- Как ритейлеры устраняют нарушения и потери на кассовой линии, часть 2 (блог CSI, 2020 г.)
- Система кассовой аналитики для экспертов — глубокая настройка и практика ритейлеров, часть 3 (блог CSI, 2020 г.)